# گذرنامه پاراگوئه‌ای
گذرنامهٔ پاراگوئه‌ای یک مدرک سفر بین‌المللی است که توسط کشور پاراگوئه صادر می‌شود و بنا بر داده‌های سال ۲۰۲۳، دارندگان آن می‌توانستند به ۱۴۳ کشور دیگر بدون دریافت ویزا سفر کنند یا ویزا را در بدو ورود دریافت نمایند. این گذرنامه بر اساس رتبه‌بندی شاخص گذرنامهٔ هنلی در سال ۲۰۲۳ در رتبهٔ ۳۲ قرار داشت.